# Robert Lamy
Pour les articles homonymes, voir Lamy.
Robert Lamy est un homme politique français, né le 30 juillet 1941 à Tarare (Rhône). Il a été maire de Tarare pendant 14 ans et député de la  8e circonscription du Rhône le temps de deux mandats

## Biographie
Il est élu député le 16 juin 2002, pour la XIIe législature (2002-2007), dans la circonscription du Rhône (8e). Il faisait partie du groupe UMP et était membre de la commission des Affaires économiques.
M. Lamy est actuellement membre du Conseil supérieur des chambres régionales des comptes au titre des personnalités qualifiées, désigné par décision du président de l'Assemblée nationale, Bernard Accoyer, en date du 12 février 2009.

## Détail des mandats et des fonctions

### Mandats parlementaires
- 01 juin 1997 - 19 juin 2007 : Député de la 8e circonscription du Rhône[1]

### Mandats locaux
- 18 mars 2001 - 16 mars 2008 - Maire de Tarare
- 18 juin 1995 - 18 mars 2001 : Maire de Tarare
- 01 février 1994 - 18 juin 1995 : Maire de Tarare

## Récompenses et distinctions

### Décorations
- Chevalier de la Légion d'honneur par décret 21 mars 2008[2]